# Le Grand Domaine
Le Grand Domaine is een groot wintersportgebied in de Franse Alpen, meer bepaald in de Tarentaise- en Mauriennevalleien in het departement Savoie. Een skipas geeft toegang tot de skigebieden van Valmorel en Saint François Longchamp, beide aan de voet van de Cheval Noir (2832 m). De Col de la Madeleine, een bekende bergpas in het wielrennen, verbindt de twee delen. Het aaneengesloten geheel kan beschouwd worden als het 38e grootste wintersportgebied ter wereld en het 14e van Frankrijk. Ze telt zo'n 20.000 overnachtingsplaatsen (bedden).

## Galerij

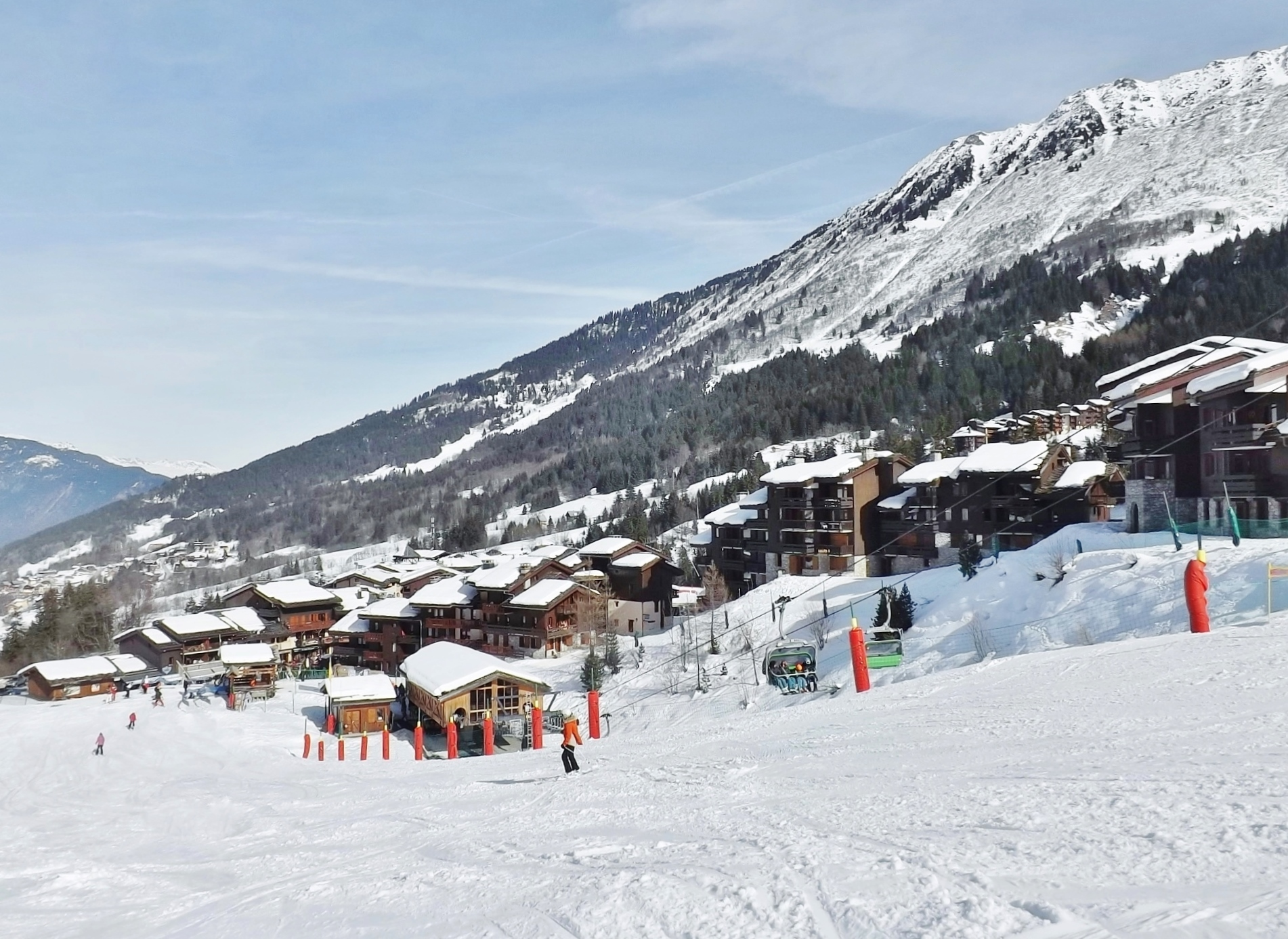
Valmorel
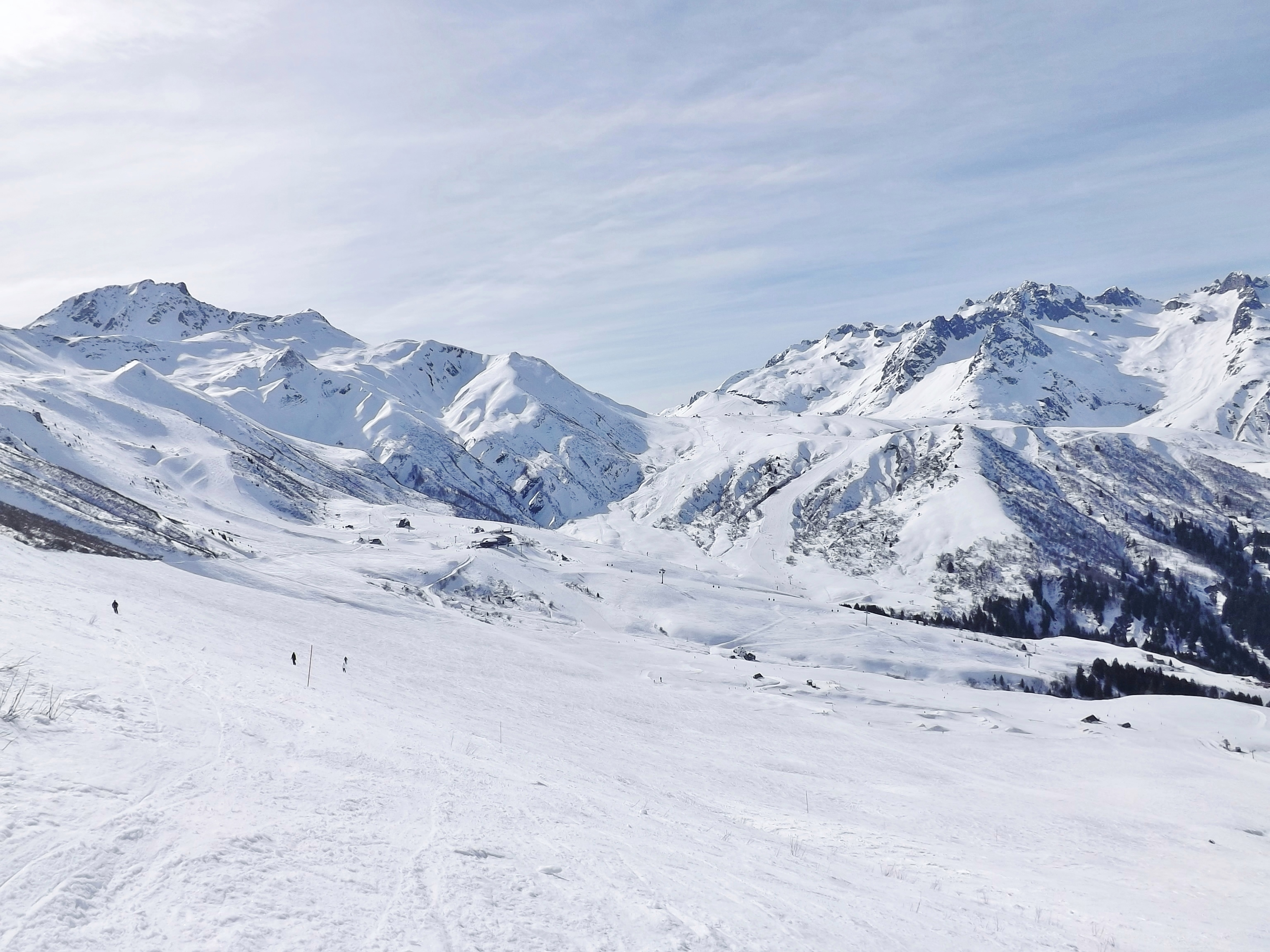
Skipistes boven Valmorel
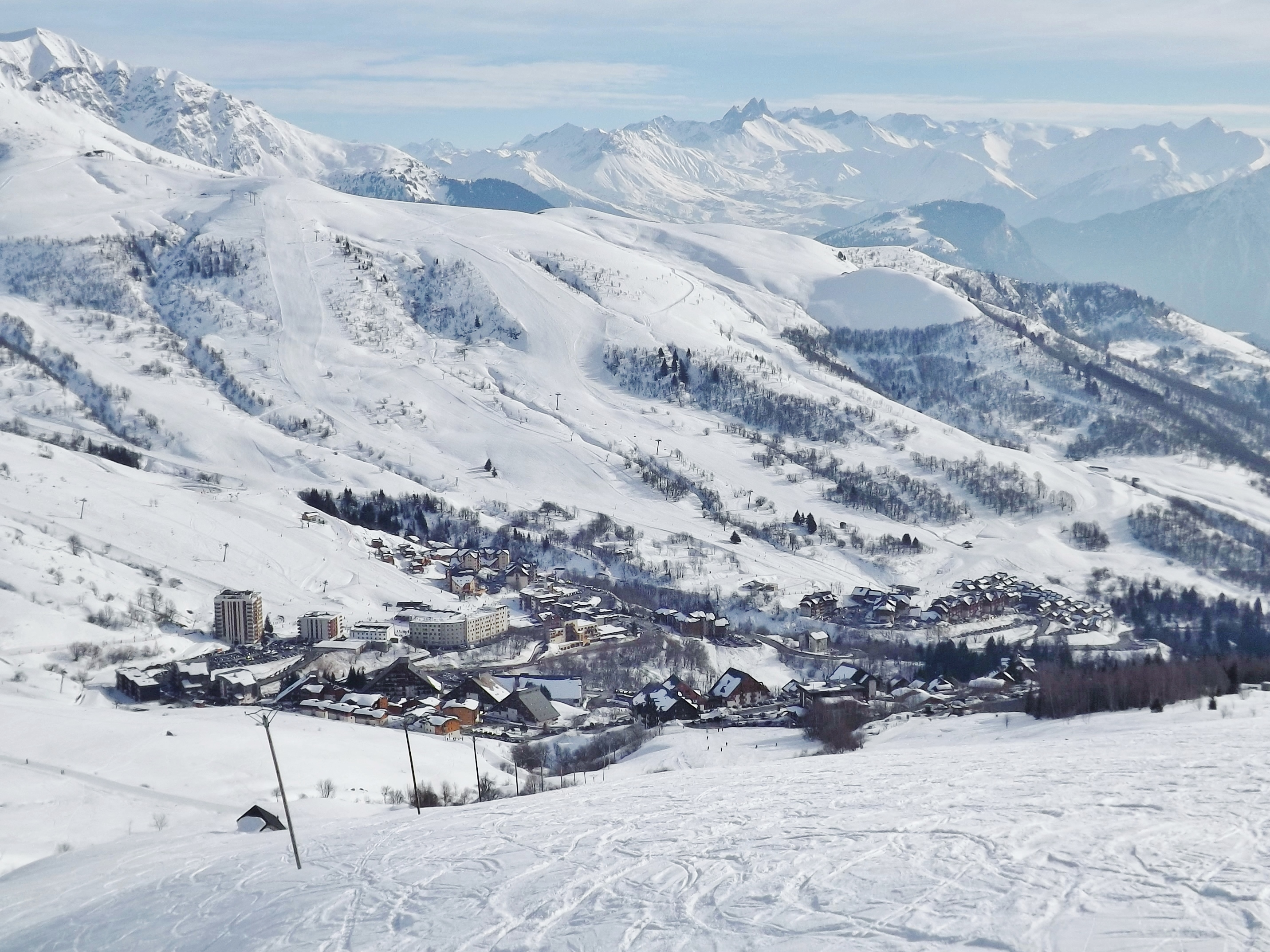
Saint François Longchamp 1650
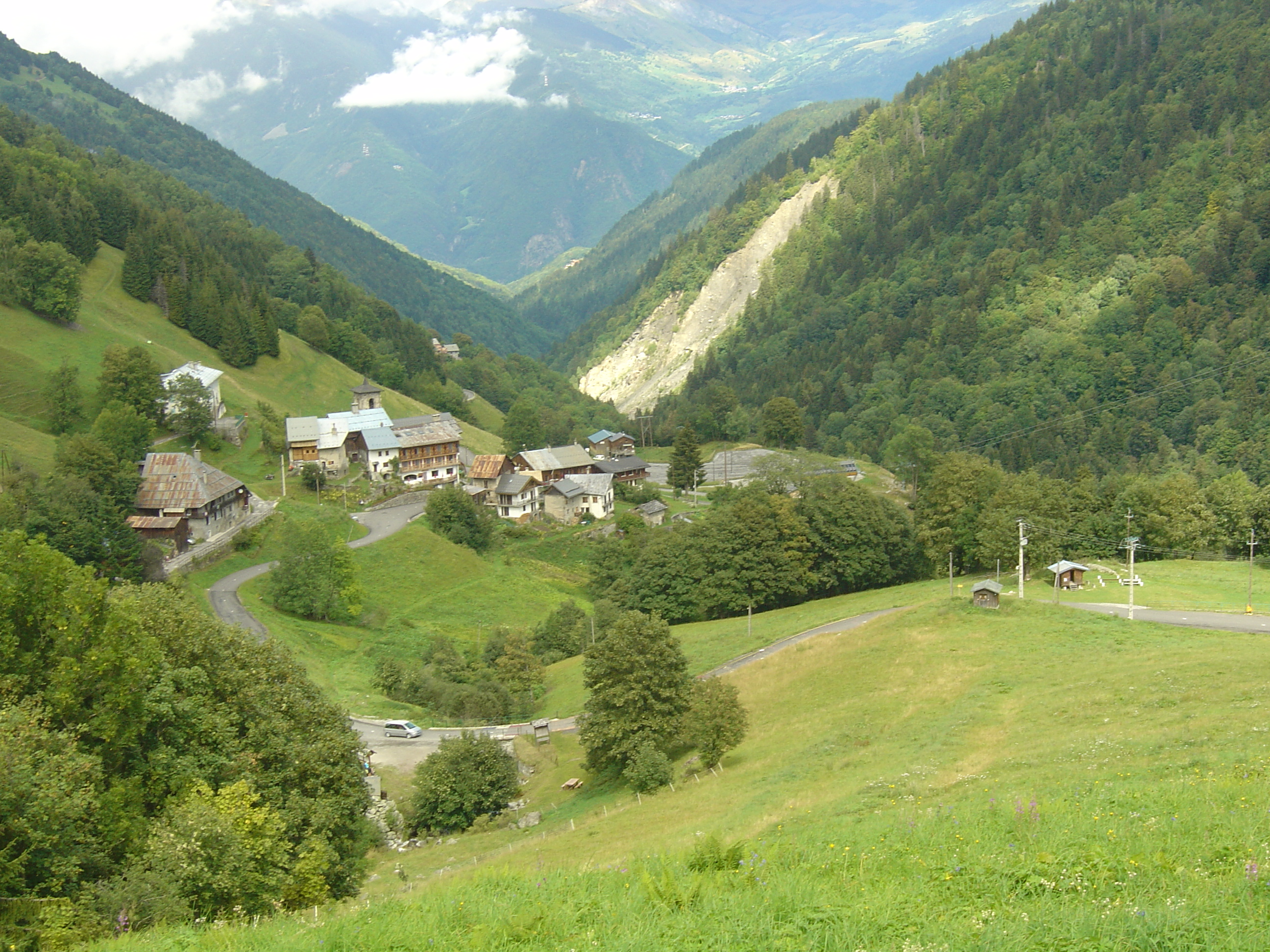
Het gehucht Celliers is via een gondelbaan verbonden met Valmorel
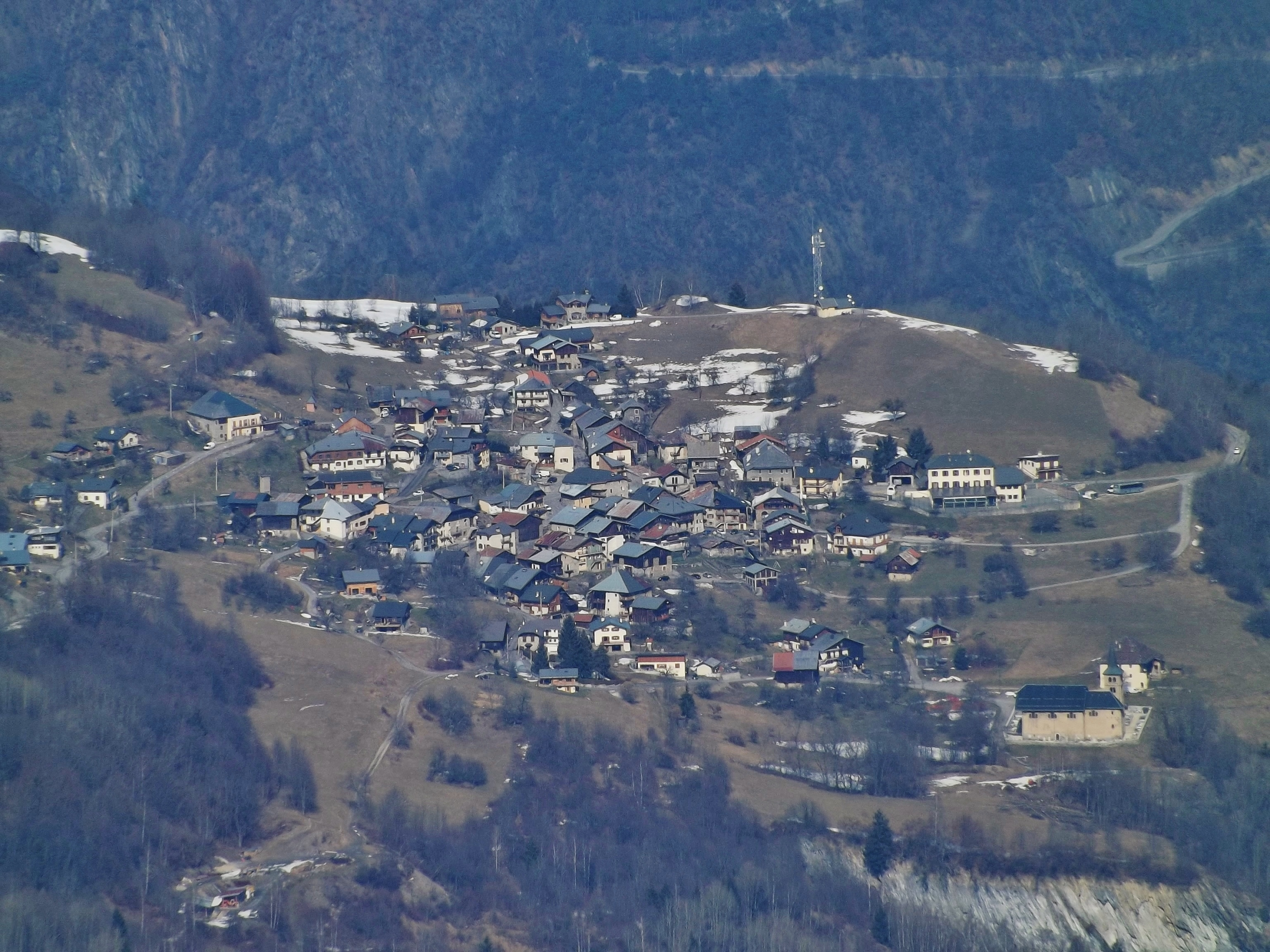
Doucy-Combelouvière